# Желєзнодорожне
Желєзнодоро́жне (каз. Железнодорожное) — село у складі Карасуського району Костанайської області Казахстану. Входить до складу Октябрського сільського округу.
Населення — 1425 осіб (2021; 1708 у 2009, 1697 у 1999, 1955 у 1989).
Колишня назва — Желєзнодорожний.